# 謝克爾

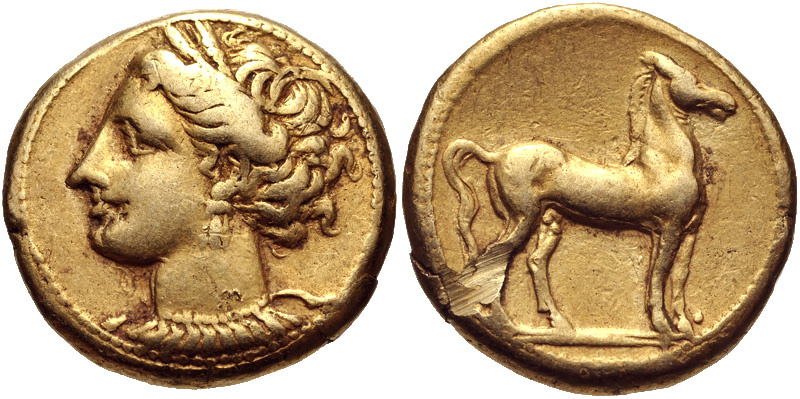
古迦太基的謝克爾硬幣

謝克爾，亦稱舍客勒（腓尼基語：𐤔𐤒𐤋‬；希伯來語：、sheqalim或shekels；阿卡德語：、šiqlu或siqlu）是一種貨幣單位，曾廣泛通行於古代近東地區，主要用銀生產。謝克爾最初也是一重量單位，大約相當於11克（0.39盎司）。謝克爾在中文版和合本聖經的裡面，將這個貨幣和重量單位由英文語音翻譯為「舍客勒」。
作為衡量單位，舍客勒在以色列的摩西五經描述下的曠野漂流時期，其「重量」和「貨幣」的意義就曾經交互使用過。如舍客勒作為重量單位，在出埃及記30章23節（記載著調製聖膏油的方法）中說道：「耶和華曉諭摩西說：『你要取上品的香料，就是流質的沒藥五百舍客勒，香肉桂一半，就是二百五十舍客勒，菖蒲二百五十舍客勒，桂皮五百舍客勒，都按著聖所的平，又取橄欖油一欣，按做香之法調和做成聖膏油』」（舊約希伯來語聖經在第24節的舍客勒原文是בְּשֶׁ֣קֶל）。此外，在同一章經文的第13節，舍客勒又被當作為貨幣單位：「凡過去歸那些被數之人的，每人要按聖所的平，拿銀子半舍客勒；這半舍客勒是奉給耶和華的禮物」（舊約希伯來語聖經在此處的舍客勒原文也是בְּשֶׁ֣קֶל）。
另外，作為貨幣單位，舍客勒最早出現初於古以色列的先祖時期（《創世記》第23章第15节至第16节参，原文是שקל）。後來舍客勒貨幣在古泰爾和迦太基地方也流通。但它與在公元前300年泰爾當地人所發行的「泰爾舍客勒」 錢幣不同，是與以色列人在舊約歷史時期中所慣用的「舍客勒」單位（衡量概念）有別。
舊約時期的舍客勒貨幣單位，在耶穌誕生之前的馬加比家族時代，仍是為哈斯蒙尼王朝當地的人民所採用。而後舍客勒作為貨幣單位的使用，在以色列百姓被羅馬共和國的占領統治下，使用量最終也逐漸的式微（《馬可福音》第12章第13节至第17节参記載）。
近代復國之後的以色列，則是在1980年代發行過舊謝克爾和新謝克爾兩種以「謝克爾」為名的貨幣。新謝克爾即是以色列現在的流通貨幣。